# Пекінська опера
Пекінська опера — це одна з форм китайської опери.

## Грим в Пекінській опері

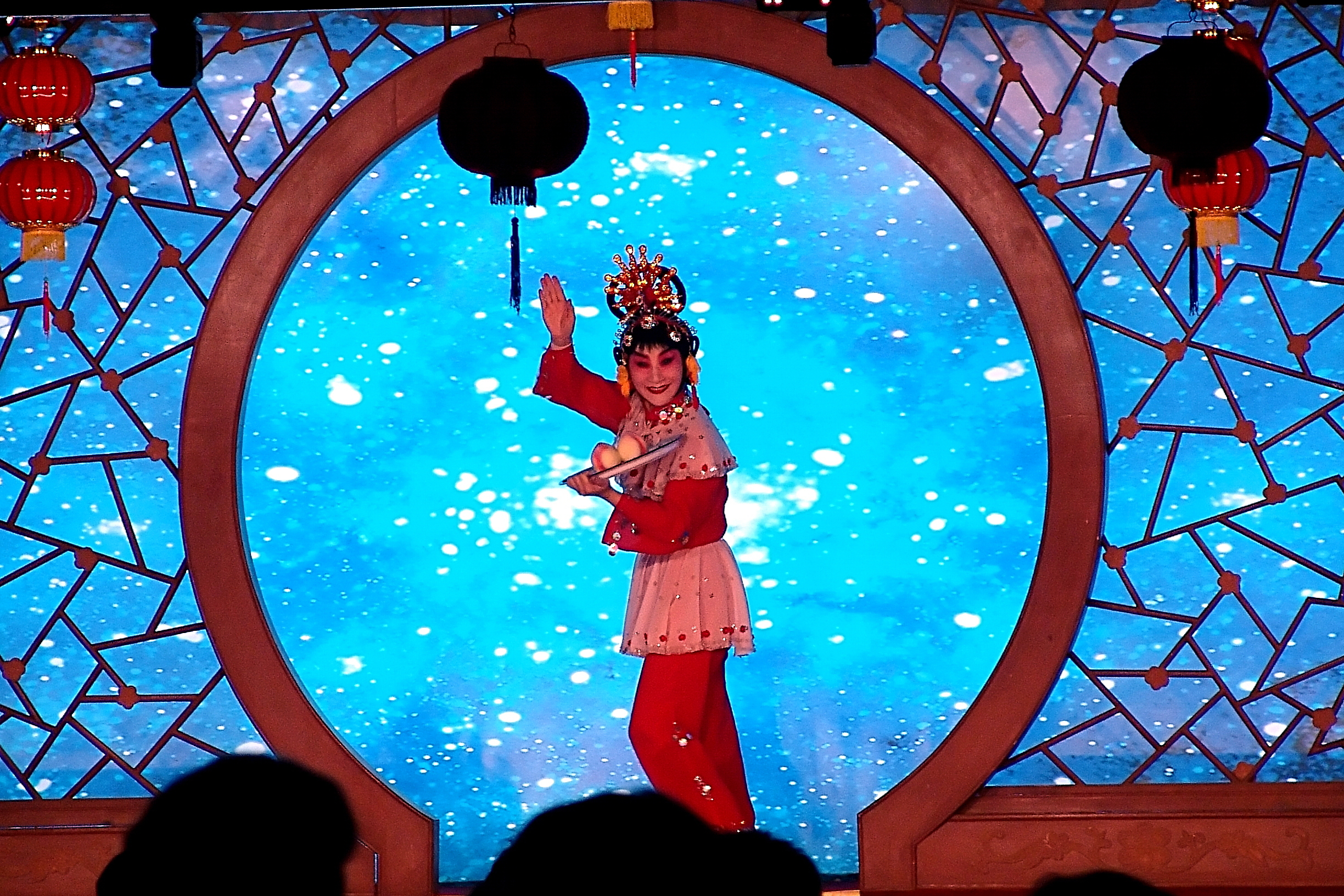
Сцена в Пекінській опері

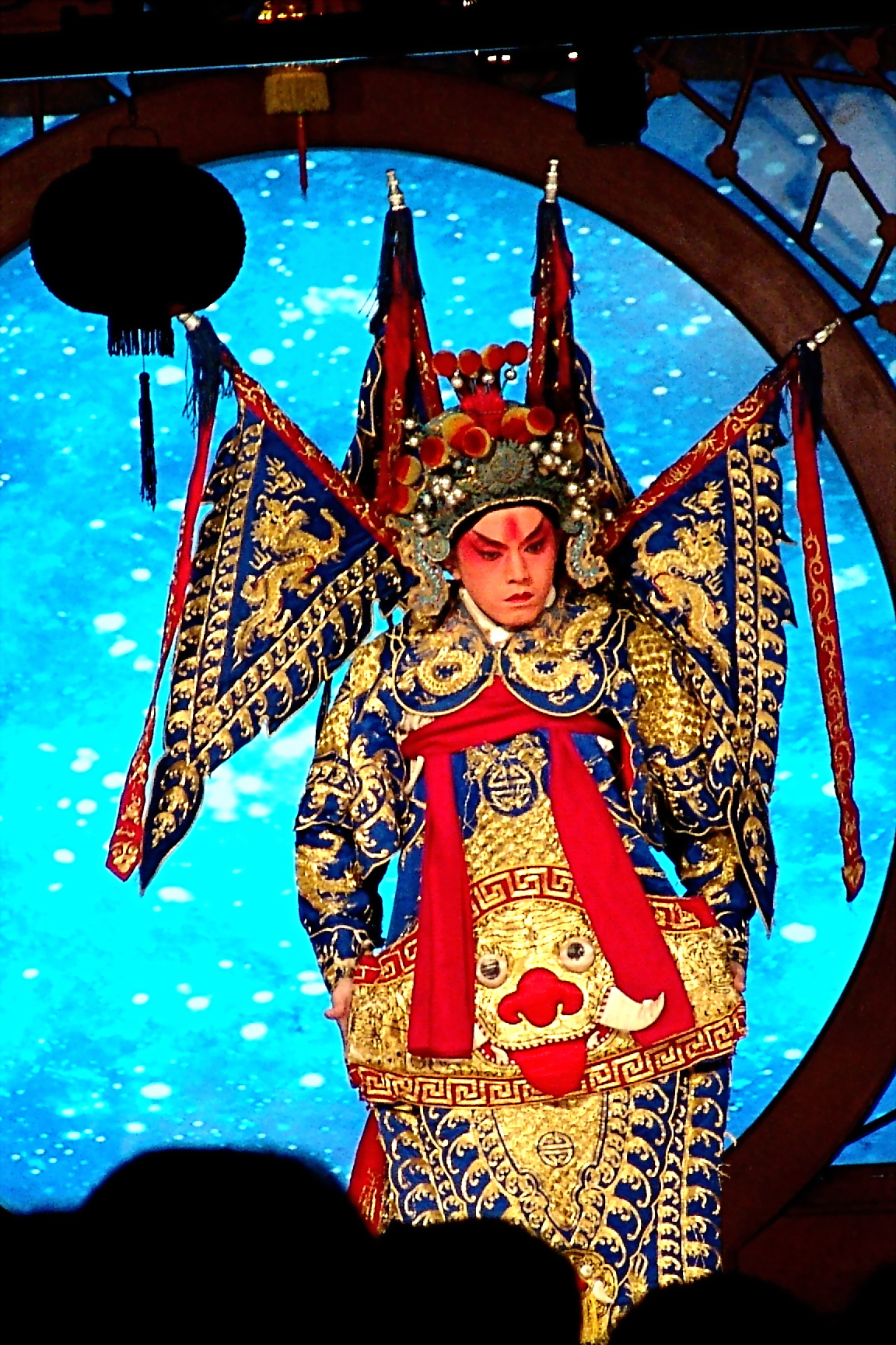
виконавець чоловічої ролі опери Пекіну

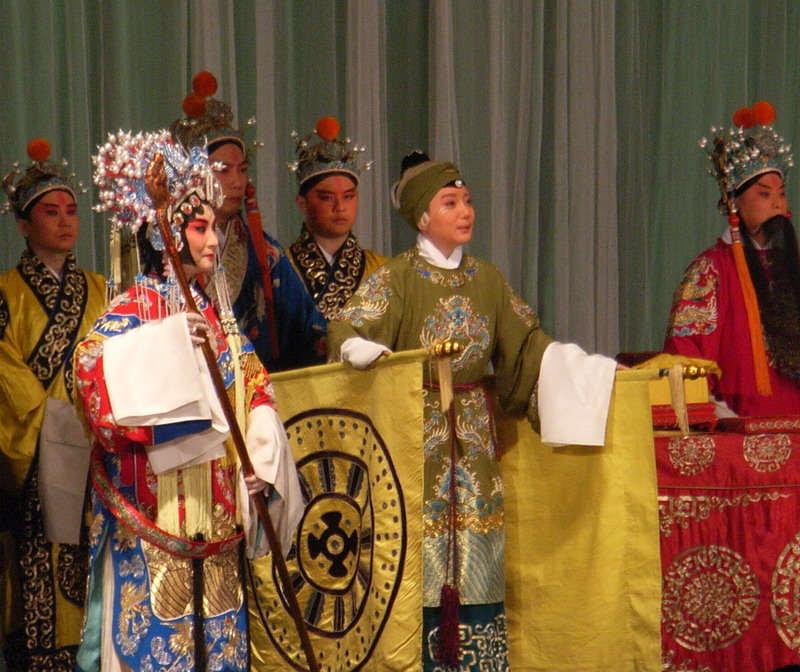
актори в амплуа «дань»

У Пекінській опері для чоловічих ролей встановлено певний грим. Поєднуючи реалістичне і символічне та враховуючи стан душі, моральні якості, думки і почуття, а також зовнішність, вік та громадський стан героя, гримери-художники узагальнюють все це в найтиповіших рисах його вигляду і характеру, та згідно з цим створюють різні зразки гриму, даючи характеристику персонажу ще й за допомогою кольору. Зазвичай червоний колір в гримі — це колір відданості і чесності, чорний — прямоти та сміливості, синій і зелений — хоробрості і рішучості, жовтий і матово-білий — жорстокості і хитрості; золотий і сріблястий кольори використовуються для міфічних героїв.

## Персонажі Пекінської опери
Персонажі Пекінської опери поділяються на 4 види, і кожен вид, у свою чергу, поділяється на різні сценічні амплуа.
Амплуа «шен» — це чоловічі ролі. Відповідно до соціального становища і віку амплуа «шен» поділяється на персонажів категорії «лаошен» — старих і людей похилого віку з бородою і «сяошен» — молодих хлопців, юнаків.
Амплуа «дань» — це жіночі ролі, серед них виділяються персонажі, що зображують молодих жінок і жінок середніх років. До амплуа «дань» належать: «цін'ї», тобто ролі спокійних, стриманих жінок, «хуадань» — безпосередні, сміливі дівчата і «удань», тобто власне героїні.
Амплуа «цзін» — це теж чоловічі ролі, в яких показані чоловічі персонажі з відкритим сміливим характером.
Амплуа «мо» — це другорядні ролі, вони наближаються до амплуа «лаошен»; за віком персонаж «мо» повинен бути старшим ніж персонаж «лаошен».
Зазвичай персонаж «мо» передбачає в Пекінській опері нерозумного старого з низів суспільства.
До амплуа «чоу» відносяться добрі, комічні персонажі або хитрі, підступні, але дурні лиходії. Подібні ролі можуть грати і жінки, і чоловіки. Все це в Пекінській опері служить для зображення людей з низів суспільства.

## Історія
Пекінська опера називається «оперою Сходу». Вона є дорогоцінною національною спадщиною Китаю і називається так тому, що як самостійний театральний жанр вона сформувалася і визріла у Пекіні. Пекінська опера існує вже понад 200 років. Її витоки корінням йдуть з XVIII ст. Вона бере початок від декількох видів стародавніх місцевих музичних драм, особливо від місцевих музичних драм провінції Аньхой та Цзянсу (куньцюй). У 1790 році з нагоди святкування ювілею Цінського імператора, в Пекін прибула з провінції Аньхой театральна трупа. Успіх її виступу спонукав приїхати в Пекін і інші аньхойські трупи.
Поступово, в кінці XIX ст. і початку XX ст. на основі відбору та запозичення художніх засобів з'явився жанр «Цзінцзюй» — власне Пекінська опера. Успадкувавши найкращі традиції китайського національного театру, Пекінська опера в художньому відношенні піднялася над іншими місцевими театральними жанрами, посіла серед них особливе місце. Посилення політичного та культурного впливу Пекіна сприяло поширенню Пекінської опери по всій країні. Найповніше втіливши в собі специфіку давньокитайського театру, цей жанр отримав загальнонаціональне визнання.
Пекінська опера — це синтетичне виконавче мистецтво, оскільки в ній представлені рухи, акробатика, жести і міміка. Грим в Пекінської опері являє собою окреме, досить специфічне мистецтво. Характеристику персонажа можна визначати за особливостям гриму. Наприклад, червоний колір в гримі означає відданість і чесність, фіолетовий — хоробрість і рішучість, чорний вказує на прямоту і вірність персонажа, а білий викриває злочин! Синій — символ твердості та хоробрості, жовтий — жорстокості та омани, і — повторимо — золотий і срібний кольори застосовуються для характеристики буддійських та міфічних героїв. Зазвичай вважають, що кінець XVIII ст. був першим періодом повного розквіту Пекінської опери. У той час Пекінська опера мала популярність не тільки в народі, але й в імператорському палаці. Тоді члени імператорського палацу й вищі верстви суспільства любили дивитися постановки Пекінської опери. Палац надавав артистам чудові умови, костюми, грим, а також сценічні декорації. 20-40 роки ХХ ст. — це другий період розквіту Пекінської опери. У цей період виникли різні школи Пекінської опери. Найвідомішими були школа Мей (Мей Ланьфан — 1894—1961 рр.), школа Шан (Шан Сяоюнь — 1900—1975 рр.), школа Чен (Чен Яньцзю — 1904—1958 рр.) і школа Сюнь (Сюнь Хойшен — 1900—1968 рр.). У кожній існувала велика група відомих артистів, які виступали на сценах великих китайських міст, таких як Шанхай і Пекін. Мей Ланьфан був першим, хто представив Пекінська оперу всьому світу. У 1919 р. він побував із гастролями в Японії, завдяки чому мистецтво Пекінської опери вперше було показано за кордоном. У 1930 р., на запрошення зі США, Мей Ланьфан поїхав в Америку. Півроку він виступав на сцені, де його гаряче прийняли прості американці, а також діячі мистецтва і науки. У 1935 р. він виступав у Радянському Союзі, що стимулювало розвиток світової опери та драми. Майстер прославився віртуозним виконанням жіночих ролей у виставах Пекінської опери і наблизив давні форми китайського театру до сучасності.
У роки реформ і відкритості мистецтво Пекінської опери отримало новий розвиток. Як дорогоцінне надбання мистецтва Китаю Пекінська опера отримала велику допомогу і підтримку з боку китайського уряду. Нині у великому театрі «Чан'ань» в Пекіні цілий рік йдуть вистави Пекінської опери. А конкурс любителів Пекінської опери привертає численних любителів цього виду театралізованих вистав з усіх кінців світу. Крім того, Пекінська опера ще відіграє важливу роль у культурному обміні Китаю з іншими країнами світу.

## Джерело
- Грим в Пекінській опері [Архівовано 15 травня 2013 у Wayback Machine.]
- Персонажі Пекінської опери [Архівовано 15 травня 2013 у Wayback Machine.]
- Історія Пекінської опери [Архівовано 15 травня 2013 у Wayback Machine.]